# Mycosphaerella linicola
Mycosphaerella linicola är en svampart som beskrevs av Naumov 1926. Mycosphaerella linicola ingår i släktet Mycosphaerella och familjen Mycosphaerellaceae.   Inga underarter finns listade i Catalogue of Life.